# Egy fejjel kisebb vagyok
Az Egy fejjel kisebb vagyok című album a Voga–Turnovszky-duó első nagylemeze, mely 1986-ban jelent meg hanglemezen és kazettán. A dalok még nem paródiákat, hanem többnyire saját dalokat tartalmaz, melyet minimális hangszeres kísérettel vettek fel.

## Megjelenések
LP  Magyarország BRAVO SLPM 17965
- A1	Lépések
- A2	Most Már Bánom
- A3 Bemutatkozás
- A4	Nehezen Hittem El
- A5	Döglött Ló
- A6	Hogy A Fenébe
- A7	Albérlet
- A8	Tarzan
- A9	Bunkó Blues
- A10	Tiszavirág
- B1	Húsleves
- B2	Munkadal
- B3	Vásárló
- B4	Eltakarják
- B5	Vegetatív Lány
- B6	Rock
- B7	Nem Érdekel